# Distretto di Lucanas
Il distretto di Lucanas è uno dei ventuno distretti della provincia di Lucanas, in Perù. Si trova nella regione di Ayacucho e si estende su una superficie di 1.205,78 chilometri quadrati.

Ha per capitale la città di Lucanas e nel censimento del 2005 contava 3.189 abitanti.